# Jugendstilmusik
Jugendstilmusik ist in der Musikgeschichte eine umstrittene Bezeichnung für die Musik einiger Komponisten der Wende vom 19. zum 20. Jahrhundert. 
Der Epochenbegriff konnte sich bisher nicht allgemein durchsetzen, weil der Jugendstil in der Musik nur eine geringe stilistische Einheitlichkeit aufweist und nicht klar von der Romantik und dem Impressionismus zu trennen ist. 
Für die Jugendstilmusik als eigene stilistische Epoche sprechen dennoch gemeinsame Merkmale der Musik um die Jahrhundertwende. So zeichnet sie sich durch eine weitschweifige, ornamenthafte Melodik, eine bis an die Grenzen der Tonalität vorstoßende Harmonik und eine farbenreiche Instrumentierung aus. Genauso bedeutend ist jedoch der subjektive Aspekt dieser Musik, die letztlich die Lebenseinstellung des Fin de siecle widerspiegelt. So zeigt sie einerseits einen Hang zum Grotesken und Morbiden, andererseits zum Klangsinnlichen, Exotischen und Dekadenten. 
Vertreter der Musik des Jugendstils sind Gustav Mahler, Richard Strauss, Alexander von Zemlinsky, Franz Schreker und Alexander Skrjabin, deren Werke am deutlichsten Jugendstil-Züge aufweisen. Des Weiteren werden häufig Werke von Josef Suk, Karol Szymanowski, Cyril Scott, Gustav Holst, Frederick Delius, Erich Wolfgang Korngold sowie frühe Werke von Alban Berg und Arnold Schönberg mit dem Jugendstil in Verbindung gebracht.